# ميخائيل دبليو. ماكونيل
ميخائيل دبليو. ماكونيل (بالإنجليزية: Michael W. McConnell)‏ هو محامي وقاضي أمريكي، ولد في 18 مايو 1955 في لويفيل في الولايات المتحدة.

## وصلات خارجية
- ميخائيل دبليو. ماكونيل على موقع إن إن دي بي (الإنجليزية)